# Atletica leggera ai Giochi della XX Olimpiade - 400 metri ostacoli

Video della Finale

I 400 metri ostacoli hanno fatto parte del programma maschile di atletica leggera ai Giochi della XX Olimpiade. La competizione si è svolta nei giorni 31 agosto-2 settembre 1972 allo Stadio olimpico di Monaco.

## Presenze ed assenze dei campioni in carica
| Competizione      | Atleta             | Prestazione | Monaco 1972 |
| ----------------- | ------------------ | ----------- | ----------- |
| Olimpiadi 1968    | David Hemery       | 48”1        | Presente    |
| Commonwealth 1970 | John Sherwood      | 50”03       | Presente    |
| Panamericani 1971 | Ralph Mann         | 49”11       | Presente    |
| Europei 1971      | Jean-Claude Nallet | 49”2        | Assente     |

1. ↑  Sotto la bandiera della Gran Bretagna.

Il vincitore dei Trials USA è Ralph Mann con 48”4 (miglior tempo della stagione).

## La gara
La prima semifinale mette di fronte il vincitore dei Trials USA, Ralph Mann, ed il campione in carica, il britannico David Hemery. Invece spunta l'ugandese John Akii-Bua, che mette in fila tutti e due. I due principali contendenti alla medaglia d'oro sono avvertiti.

In finale David Hemery impone un ritmo folle (22"8 ai 200); Akii-Bua, che lo controlla dalla prima corsia, tiene il suo ritmo di 13 passi fino al quinto ostacolo, alternando in seguito le due gambe nel passaggio delle barriere. Nel rettilineo finale l'ugandese si stacca nettamente da Hemery e da Ralph Mann e va a vincere con il nuovo record del mondo. Hemery cede il secondo posto all'americano per 1 centesimo.

## Risultati

### Turni eliminatori
| 5 Batterie   | 31 agosto    | 38 partenti   | Si qualificano i primi 3 + il miglior tempo. |
| 2 Semifinali | 1º settembre | 8 + 8         | Si qualificano i primi 4.                    |
| Finale       | 2 settembre  | 8 concorrenti |                                              |

### Batterie
| Pos. | Atleta                     | Nazione          | Tempo | Nota |
| ---- | -------------------------- | ---------------- | ----- | ---- |
| 1    | Dieter Büttner             | Germania Ovest   | 49"78 | Q    |
| 2    | Viktor Savchenko           | Unione Sovietica | 49"90 | Q    |
| 3    | Jean-Pierre Corval         | Francia          | 50"15 | Q    |
| 4    | Tadeusz Kulczycki          | Polonia          | 50"19 | q    |
| 5    | Manuel Soriano             | Spagna           | 50"88 |      |
| 6    | Fatwell Kimaiyo            | Kenya            | 51"23 |      |
| 7    | Roberto Frinolli           | Italia           | 51"69 |      |
| 8    | Jean-Aimé Randrianalijaona | Madagascar       | 52"75 |      |

| Pos. | Atleta               | Nazione          | Tempo | Nota |
| ---- | -------------------- | ---------------- | ----- | ---- |
| 1    | David Hemery         | Gran Bretagna    | 49"72 | Q    |
| 2    | Gary Knoke           | Australia        | 50"10 | Q    |
| 3    | Yury Zorin           | Unione Sovietica | 50"35 | Q    |
| 4    | Bill Koskei          | Kenya            | 50"58 |      |
| 5    | Giorgio Ballati      | Italia           | 50"90 |      |
| 6    | José Jacinto Hidalgo | Venezuela        | 54"00 |      |
| 7    | Norman Brinkworth    | Pakistan         | 54"67 |      |

| Pos. | Atleta                 | Nazione        | Tempo | Nota |
| ---- | ---------------------- | -------------- | ----- | ---- |
| 1    | Christian Rudolph      | Germania Est   | 50"00 | Q    |
| 2    | Ralph Mann             | Stati Uniti    | 50"18 | Q    |
| 3    | Rainer Schubert        | Germania Ovest | 50"23 | Q    |
| 4    | Ari Salin              | Finlandia      | 50"45 |      |
| 5    | Jean-Pierre Perrinelle | Francia        | 51"81 |      |
| 6    | José Carvalho          | Portogallo     | 52"64 |      |
| 7    | Hassan Bergaoui        | Tunisia        | 53"70 |      |

| Pos. | Atleta            | Nazione        | Tempo | Nota |
| ---- | ----------------- | -------------- | ----- | ---- |
| 1    | John Akii-Bua     | Uganda         | 50"35 | Q    |
| 2    | Stavros Tziortzis | Grecia         | 50"54 | Q    |
| 3    | Ivan Daniš        | Cecoslovacchia | 50"62 | Q    |
| 4    | Bruce Field       | Australia      | 51"46 |      |
| 5    | Hansjörg Wirz     | Svizzera       | 52"34 |      |
| 6    | Dick Bruggeman    | Stati Uniti    | 54"36 |      |
| 7    | Julio Ferrer      | Porto Rico     | 54"83 |      |

| Pos. | Atleta             | Nazione          | Tempo | Nota |
| ---- | ------------------ | ---------------- | ----- | ---- |
| 1    | Yevgeny Gavrilenko | Unione Sovietica | 49"73 | Q    |
| 2    | Jim Seymour        | Stati Uniti      | 49"81 | Q    |
| 3    | Rolf Ziegler       | Germania Ovest   | 50"17 | Q    |
| 4    | Roger Johnson      | Nuova Zelanda    | 50"48 |      |
| 5    | Mike Murei         | Kenya            | 51"63 |      |
| 6    | Lee Chung-Ping     | Taiwan           | 52"61 |      |
| 7    | Gladstone Agbamu   | Nigeria          | 53"68 |      |
| -    | John Sherwood      | Gran Bretagna    |       | Rit. |

### Semifinali
| Pos. | Atleta             | Nazione          | Tempo | Nota |
| ---- | ------------------ | ---------------- | ----- | ---- |
| 1    | John Akii-Bua      | Uganda           | 49"25 | Q    |
| 2    | Ralph Mann         | Stati Uniti      | 49"53 | Q    |
| 3    | David Hemery       | Gran Bretagna    | 49"66 | Q    |
| 4    | Rainer Schubert    | Germania Ovest   | 49"80 | Q    |
| 5    | Rolf Ziegler       | Germania Ovest   | 49"88 |      |
| 6    | Ivan Daniš         | Cecoslovacchia   | 50"01 |      |
| 7    | Viktor Savchenko   | Unione Sovietica | 50"28 |      |
| 8    | Jean-Pierre Corval | Francia          | 50"75 |      |

| Pos. | Atleta             | Nazione          | Tempo | Nota |
| ---- | ------------------ | ---------------- | ----- | ---- |
| 1    | Jim Seymour        | Stati Uniti      | 49"33 | Q    |
| 2    | Yevgeny Gavrilenko | Unione Sovietica | 49"34 | Q    |
| 3    | Yury Zorin         | Unione Sovietica | 49"60 | Q    |
| 4    | Stavros Tziortzis  | Grecia           | 50"06 | Q    |
| 5    | Tadeusz Kulczycki  | Polonia          | 50"80 |      |
| 6    | Gary Knoke         | Australia        | 52"79 |      |
| -    | Christian Rudolph  | Germania Est     |       | Rit. |
| -    | Dieter Büttner     | Germania Ovest   |       | Rit. |

### Finale
| Pos.    | Corsia | Atleta             | Età | Nazione          | Tempo | Nota            |
| ------- | ------ | ------------------ | --- | ---------------- | ----- | --------------- |
| Oro     | 1      | John Akii-Bua      | 22  | Uganda           | 47"82 | Record mondiale |
| Argento | 6      | Ralph Mann         | 23  | Stati Uniti      | 48"51 |                 |
| Bronzo  | 5      | David Hemery       | 28  | Gran Bretagna    | 48"52 |                 |
| 4       | 4      | Jim Seymour        | 23  | Stati Uniti      | 48"64 |                 |
| 5       | 7      | Rainer Schubert    | 30  | Germania Ovest   | 49"65 |                 |
| 6       | 2      | Yevgeny Gavrilenko | 21  | Unione Sovietica | 49"66 |                 |
| 7       | 8      | Stavros Tziortzis  | 23  | Grecia           | 49"66 |                 |
| 8       | 3      | Yury Zorin         | 24  | Unione Sovietica | 50"25 |                 |